# Traskite
La traskite è un minerale.